# بوبي برادلي (لاعب كرة قاعدة)
بوبي برادلي (بالإنجليزية: Bobby Bradley)‏ هو لاعب كرة قاعدة أمريكي، ولد في 29 مايو 1996 في غولفبورت في الولايات المتحدة.

## وصلات خارجية
- بوبي برادلي على موقع دوري كرة القاعدة الرئيسي (الإنجليزية)
- بوبي برادلي على موقعبيزبول رفرنس.كوم (الدوري الرئيسي) (الإنجليزية)
- بوبي برادلي على موقعبيزبول رفرنس.كوم (الدوري الثانوي) (الإنجليزية)
- بوبي برادلي على موقع إي إس بي إن.كوم (أم.أل.بي) (الإنجليزية)
- بوبي برادلي على موقع مشجعي الرسوم البيانية (الإنجليزية)